# مجموعه دوگامیان
مجموعه دوگامیان مربوط به دوران‌های تاریخی پس از اسلام است و در شهرستان رودبار، بخش مرکزی، روستای جوکین واقع شده و این اثر در تاریخ ۱۹ مرداد ۱۳۸۴ با شمارهٔ ثبت ۱۲۸۳۰ به‌عنوان یکی از آثار ملی ایران به ثبت رسیده است.